# 奈夫頓
奈夫頓（Nefertem）是埃及神話的神祇，象徵香味和美麗，形象是頭頂著睡蓮的男人，據說父親是普塔，母親是賽克邁特或芭絲特。其名字的意思是「睡蓮」。

## 脚注
1. ↑  Hart, George (2005). The Routledge Dictionary of Egyptian Gods and Goddesses. Routledge. p. 99